# Getreidegasse

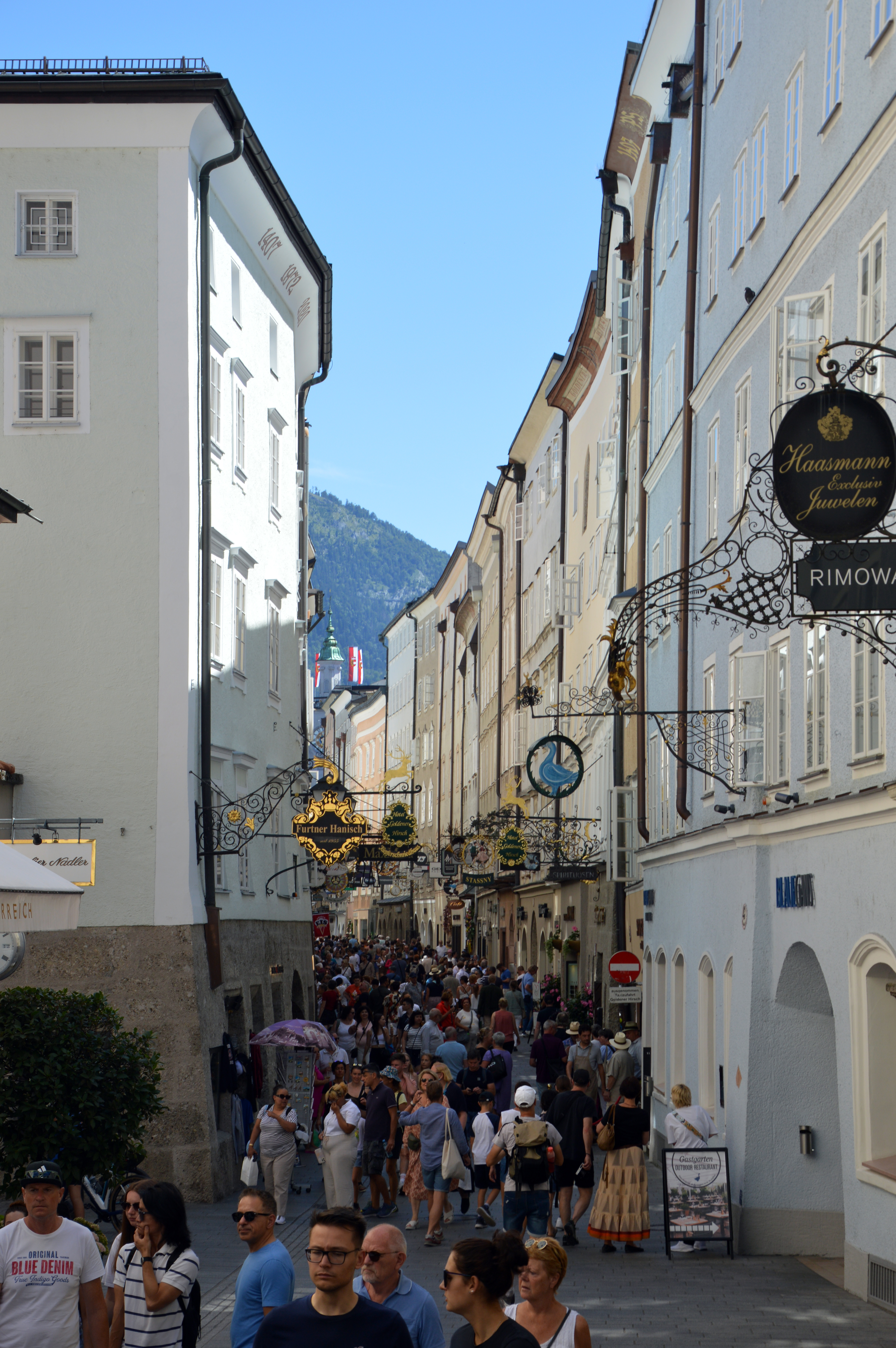
Getreidegasse, Salzburg

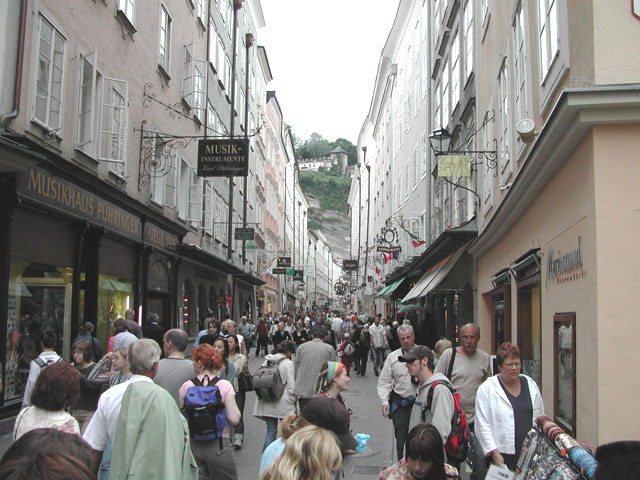
Getreidegasse

De Getreidegasse is de bekendste straat van Salzburg (Oostenrijk). Op nummer 9 werd de bekende componist Mozart geboren en hij heeft er tot zijn zeventiende jaar gewoond. Het geboortehuis van Mozart is een museum ter ere van hem. De straat werd in 1150 Trabgasse genoemd. De huidige naam betekent letterlijk Korrelsteeg, maar de naam verwijst naar het dialect "trabig" wat snel betekent. Sinds 1509 zijn er steeds meer handelaren gekomen en zo is het een winkelstraat geworden.